# 刘焕彬
刘焕彬（1942年—），男，汉族，广东兴宁人，1965年毕业于华南工学院制浆造纸工程专业；1977到1978年在华南工学院自动化系化工过程测量与自动控制专业进修；他是华南理工大学制浆造纸工程学科学术带头人、教授、博士生导师，1995年到2003年担任华南理工大学校长。也是俄罗斯工程院和俄罗斯圣彼得堡工程院的外籍院士。

## 头衔
- 国务院学位委员会轻纺学科评议组召集人
- 中国造纸学会副理事长
- 广东省科学技术协会副主席[3]